# Angels and Demons at Play
Angels and Demons at Play ist ein Jazzalbum von Sun Ra & His Myth Science Arkestra. Die 1956 und 1960 in Chicago entstandenen Aufnahmen erschienen 1965 auf El Saturn Records, 1973 mit verändertem Cover auf Impulse! Records. Gekoppelt mit The Nubians of Plutonia wurde es bei Evidence Records 2003 als Compact Disc herausgegeben. In restaurierter und überarbeiteter Form wurde es bei am 12. Juni 2016 bei Enterplanetary Koncepts / Cosmic Myth Music wiederveröffentlicht.

## Hintergrund
Wie viele der Aufnahmen von Sun Ra und dem Arkestra in dieser Zeit wurde dieses Album über einen weiten Zeitraum von Jahren aufgenommen, der bis ins Jahr 1956 zurückreicht, wobei die letzte Session 1965 stattfand. Das Album wurde schließlich 1974 von Impulse! Records mit neuem Cover-Artwork neu aufgelegt.
Die Stücke „Medicine for a Nightmare“, „A Call for All Demons“, „Demon's Lullaby“ und „Urnack“ wurden 1956 in den RCA Studios in Chicago aufgenommen; im selben Monat entstand auch Material für das Album Super-Sonic Jazz. Im Arkestra spielten Art Hoyle (Trompete), Julian Priester (Posaune), John Gilmore (Tenorsaxophon), Pat Patrick (Baritonsaxophon, Altsaxophon in „Demon's Lullaby“), Wilburn Green (E-Bass), Robert Barry (Schlagzeug) und Jim Herndon (Pauke in den ersten beiden Stücken).
„Between two Worlds“ stammt von einer Aufnahmesession im Jahr 1960; beteiligt waren möglicherweise Bo Bailey (Posaune), des Weiteren John Gilmore, Marshall Allen und Ronnie Boykins am Bass. Schlagzeug spielte wahrscheinlich Robert Barry. An der Session war auch ein nicht identifizierbarer Holzblock-Spieler beteiligt. Ebenfalls 1960 wurde „Music from the World Tomorrow“ bei einer Quartettsession eingespielt, mit Sun Ra („Cosmic tone organ“), Ronnie Boykins (Bass), Phil Cohran (Zither) und Jon Hardy (Schlagzeug). Die Stücke „Angels and Demons at Play“ und „Tiny Pyramids“, entstanden bei der Aufnahmesession für das Album Fate in a Pleasant Mood. Bereits die frühesten aufgenommenen Stücke auf dem Album, die vordergründig traditionelleren Big-Band-Melodien ähneln (mit breiten und blechernen Arrangements, Walking Bass), bieten einen Vorgeschmack auf Ras künftige Alben, schrieb Matthew Wuetrich. Die Stücke dokumentieren, wie Ra zu dieser Zeit begann, wenn auch noch zurückhaltend, elektronische Keyboards zu verwenden, die bald zu einem festen Bestandteil seiner musikalischen Palette werden sollten; außerdem spielt Wilbur Green nur E-Bass, ein Instrument, das 1956 im Jazz noch nicht verwendet wurde.
Das Titelstück „Angels and Demons at Play“ wurde auf einer bei Art Yard erschienenen EP ausgekoppelt, zusammen mit „Between Two Worlds“ und „Spontaneous Simplicity“ (in einer Aufnahme von 1966).

## Titelliste
- Sun Ra: Angels and Demons at Play (El Saturn 407, Impulse! AS-9245)[5]

A1	Tiny Pyramids (Ronnie Boykins) 3:36

A2	Between Two Worlds	1:56

A3	Music from the World Tomorrow	2:20

A4	Angels and Demons at Play (Marshall Allen, Ronnie Boykins) 2:56

B1		Urnack (Julian Priester) 3:45

B2		Medicine for a Nightmare	2:15

B3		A Call for All Demons	4:12

B4		Demon's Lullaby	2:07
Wenn nicht anders vermerkt, stammen die Kompositionen von Sun Ra.

## Rezeption
Dies sei ein weiteres anachronistisches Sun-Ra-Album, das auf Sessions zurückgehe, die in Chicago gemacht wurden, schrieb Andy Beta in Vulture. Als solches fungiere es als Stärkungsmittel für die avantgardistischeren Alben, die zu dieser Zeit von der Band stammen. Flöten würden sich über Trommeln winden, die im 5/4-Takt geklopft werden, als ob bezaubernde Schlangen auf „Tiny Pyramids“ wären, während die Big-Band-Nummer „Urnack“ mit einer Dringlichkeit swinge, die darauf hindeute, dass das Arkestra diszipliniert genug spielen konnte. „A Call for All Demons“ zeige Ras Arbeit am Piano, irgendwo zwischen Stride Piano und den klirrenden Intervallsprüngen von Thelonious Monk. Das Titelstück wiederum demonstriere, dass Sun Ra auch beim Cembalospiel einen einzigartigen Ton hatte.

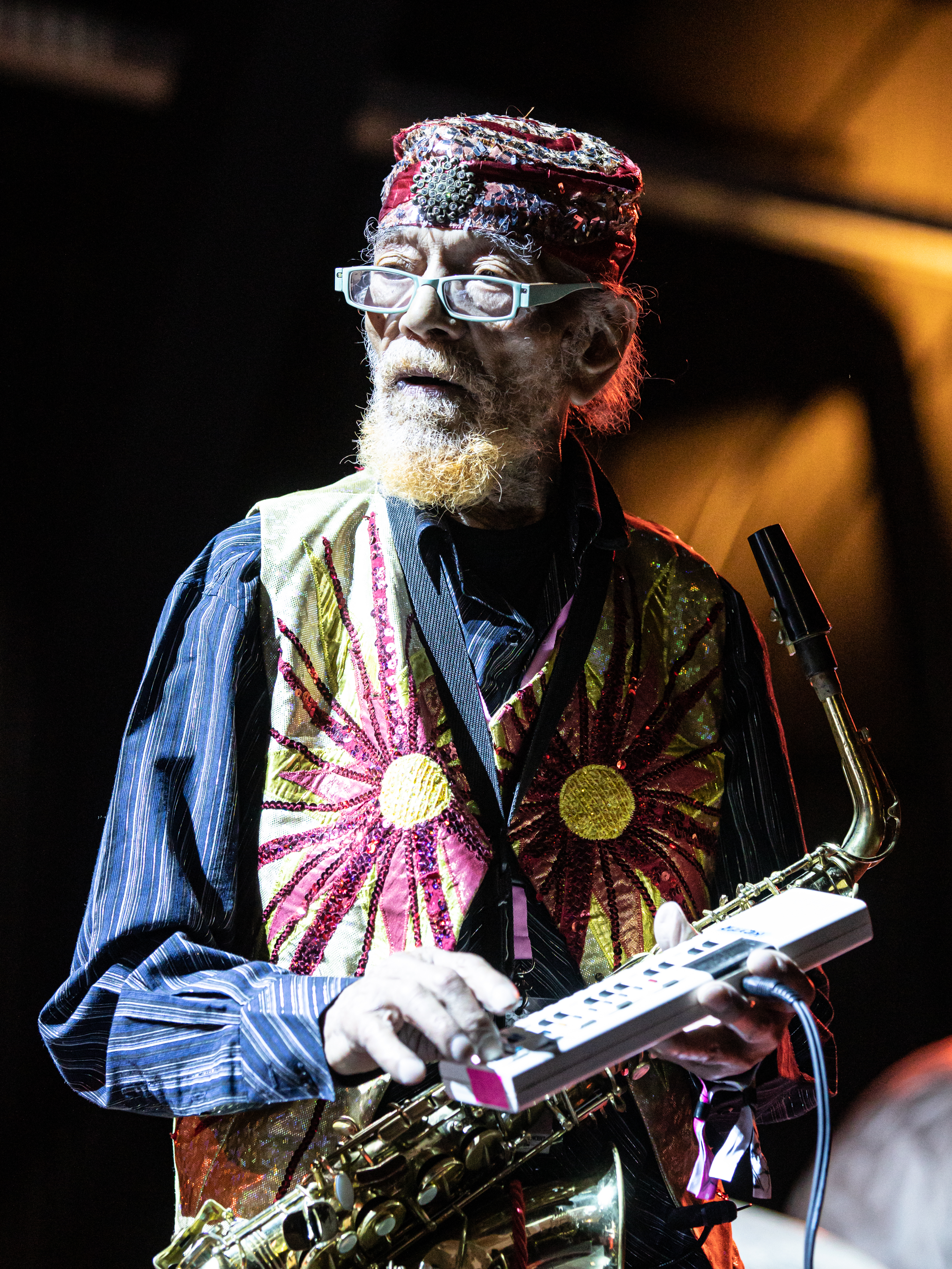
Marshall Allen beim Moers Festival 2019

Nach Ansicht von TJ Gorton (BeatCaffeine) ist dieses Album weniger „spacig“ als einige andere seiner Veröffentlichungen aus dieser Zeit; stattdessen enthalte es viele Big-Band-Arrangements, die durchaus grooven und swingen. Zu den Highlights gehörten klassische Interpretationen von „Between Two Worlds“, „A Call for All Demons“, „Demon’s Lullaby“ und das brillante Titelstück „Angels and Demons at Play“.
Tom Schulte verlieh dem Album in Allmusic vier Sterne und schrieb, Sun Ras Angels and Demons at Play sei ein Diptychon, das durch die Zusammenführung von Aufnahmesessions aus den Jahren 1956 und 1960 entstanden sei. Die von 1956 sei eine entspannte, introspektive Session; die lebhaften Melodien würden sogar ausgelassen klingen und den durchsickernden Rhythmen mit einem sanft führenden Holzblasinstrumenten folgen, wie es Marshall Allen auf der Flöte in „Tiny Pyramids“ vorlebe. Die letzten, [1960 entstandenen] Tracks würden ebenfalls aus der Zeit vor der wirklich experimentellen Sun-Ra-Periode stammen. Immer noch sehr zugänglich, wechseln hier mehrere Holzbläser und Trompeter zügig hin und her; dies seien solide und lebhafte Big-Band-Arrangements.
Nach Ansicht von Matthew Wuethrich, der das Album in All About Jazz rezensierte, sei die Evidence-Neuauflage der beiden Saturn-Alben Angels and Demons at Play/The Nubians of Plutonia die Dokumentation einer Band, die sich im Prozess der Transformation befand. Wenn die Musik so konzentriert und diszipliniert klinge wie die von Sun Ra normalerweise, werde es schwierig, sie nur als „experimentell“ oder als „Übergang“ zu bezeichnen. Wenn man zum Beispiel „Between Two Worlds“ höre, wird man das Arkestra in einem prägnanten, zurückhaltenden Stil spielen hören, der selbstbewusst und voll entwickelt klinge. Elemente ihres zukünftigen Stils seien jedoch vorhanden: der ineinandergreifende Puls von Perkussion und Bass, die vorherrschende Verwendung von Boykins’ Coll’arco-Bass und die Integration von Melodieinstrumenten in den Rhythmus. In gewisser Weise enthielt fast jede Ra-Komposition ein Stück Vergangenheit, Gegenwart und Zukunft. „Music from the World Tomorrow“ und „Angels and Demons at Play“ würden die tieferen Vorstöße des Arkestra in Klangtexturen vorwegnehmen, während Phil Cohrans Zither Alben wie „Strange Strings“ vorhersage.
Die Kritiker Richard Cook und Brian Morton zeichneten das Album in der Evidence-CD-Version in The Penguin Guide to Jazz mit drei Sternen aus.
„A Call for All Demons“ coverte Myles Boisen mit dem gleichnamigen Suiten-artigen Album von 2021.